# Bombardeo de Fort Lamy
El bombardeo de Fort Lamy fue un episodio de la campaña del Desierto Occidental de la Segunda Guerra Mundial: el 21 de enero de 1942, un solitario bombardero Heinkel He 111 de la Luftwaffe alemana, despegando de una pista de aterrizaje improvisada en Libia, atacó la base aérea francesa de Fort Lamy (actual Yamena) en el sur del Chad en el África Ecuatorial Francesa. El ataque contra un objetivo situado a 2010 kilómetros de las bases del Eje en el norte de África fue un éxito y destruyó una gran cantidad de combustible almacenado en la base, así como ocho aviones en tierra, pero en su vuelo de regreso el Heinkel se quedó sin combustible y tuvo que realizar un aterrizaje de emergencia en medio del desierto; la tripulación y el avión fueron rescatados una semana después.

## Antecedentes

### Fort Lamy
Chad y Fort Lamy habían sido capturados por las tropas de la Francia Libre en 1940 y era un puesto de escala para la captura de Kufra y para cualquier operación contra el grupo de tropas del Eje que custodiaban el oasis de Kufra. El Sonderkommando Blaich había estado realizando operaciones aéreas desde un aeródromo en Hun a unas 400 millas (643,7 km) al sur de Trípoli en Libia y desde Sabha, 250 millas (402,3 km) al sur de Hun contra los ataques del Servicio Aéreo Especial (SAS) británico y el Grupo del Desierto de Largo Alcance (LRDG). Los británicos atacaban depósitos de municiones, depósitos de combustible, estaciones de radio, aeródromos y otras unidades de retaguardia del Eje. Una base importante del LRDG era el aeródromo de la Francia Libre en Fort Lamy, a orillas del lago Chad, que también formaba parte de la ruta de entrega de suministros de la Real Fuerza Aérea (RFA) que iba desde el aéropuerto de Takoradi en Ghana a Egipto.

### Theo Blaich

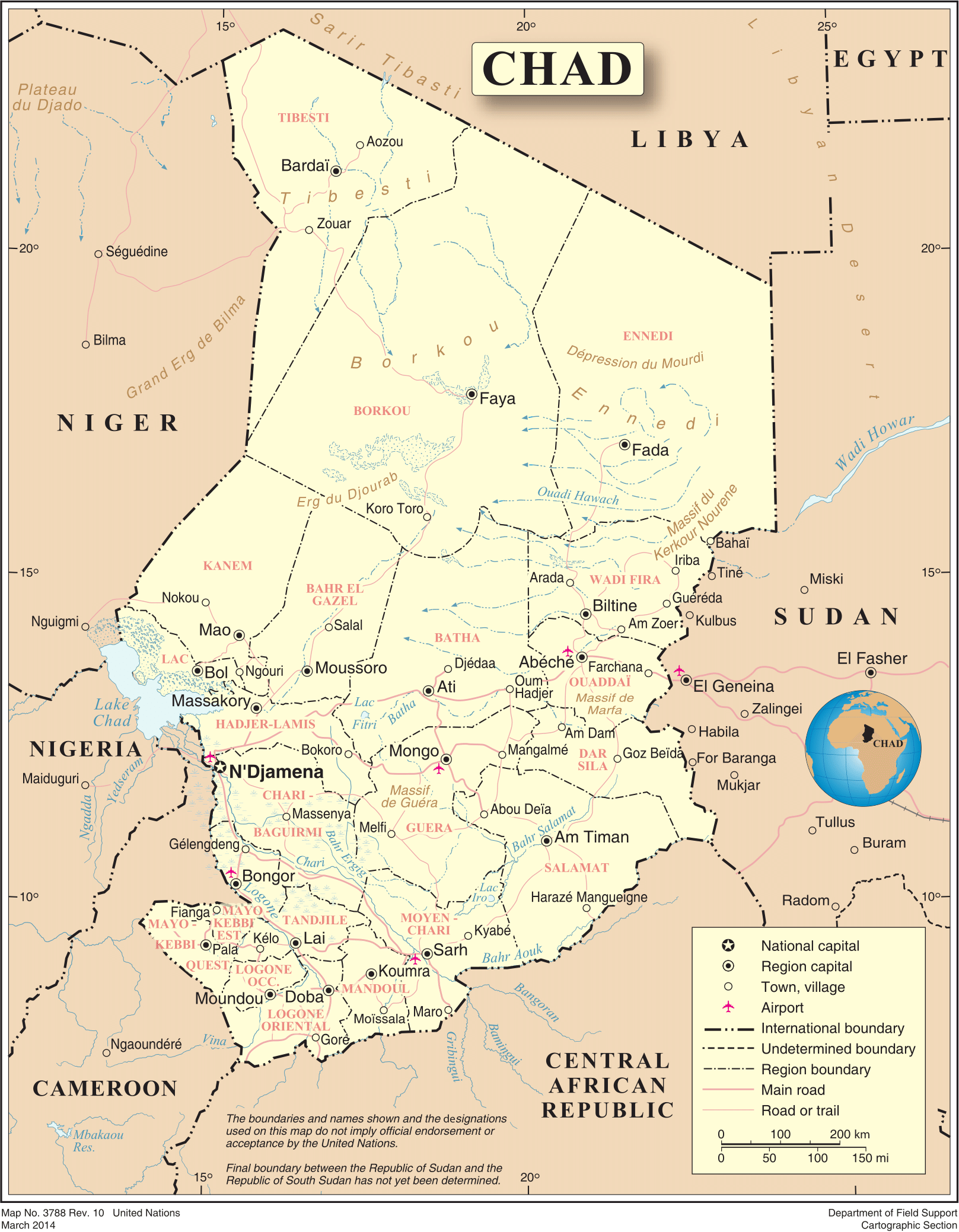
Mapa de la ONU del Chad; Fort Lamy (ahora N'Djamena) está al sur en la frontera con Camerún.

Theo Blaich era un aventurero y propietario de plantaciones alemán que se unió a la Wehrmacht en 1939, al llegar a la zona en su propio Messerschmitt Bf 108B Taifun (Typhoon) KG+EM, Blaich comprendió la importancia de Fort Lamy como estación de paso en la ruta de transporte y comunicación terrestre desde la costa occidental de África hasta el Nilo, así como base para las operaciones aliadas contra Libia. Blaich propuso la captura de Fort Lamy para proteger la frontera sur de Libia. Al ser rechazadas sus sugerencias, sugirió que al menos debería realizar un bombardeo. El general Erwin Rommel aprobó la idea y la remitió al Generalmajor Stefan Fröhlich, comandante del Fliegerführer Afrika. La operación se fijó para el 21 de enero de 1942 y debía coincidir con un ataque del Eje contra los británicos en El Agheila.

## Preparativos

### Plan
El Sonderkommando Blaich era una fuerza del Eje compuesta por personal alemán e italiano, equipada con un único He 111H-6 del II/Kampfgeschwader 4 con todo el equipo sobrante, incluidos los cañones dorsales y ventrales retirados, un avión de transporte Savoia-Marchetti SM.82 (Marsupiale) que transportaba combustible adicional para el Heinkel y el Taifun de Blaich, que debían partir del oasis de Hun el 20 de enero. La tripulación del Heinkel y Blaich debían ir en la incursión, mientras que la tripulación de apoyo italiana, a excepción del piloto, Maggiore (mayor) Roberto Count Vimercati-San Severino, se quedó atrás.

### Bir Misciuro
El Sonderkommando voló al Campo Uno, una remota pista de aterrizaje de tierra en el sur de Libia, en Bir Misciuro, descubierta por  casualidad por Vimercati-San Severino en 1935, al aterrizar allí durante un safari. Posteriormente, había inspeccionado y demarcado el sitio, pero carecía de instalaciones. El Marsupiale se utilizó como base de abastecimiento y el Heinkel se reabastecía manualmente con bidones de combustible. Los miembros de la expedición que debían volar en la operación eran el Hauptmann (capitán) Theo Blaich, piloto del Bf 108B Taifun y comandante de la misión, el Leutnant (teniente) Franz Bohnsack, piloto del He 111, el Feldwebel (sargento mayor) Heinrich Geissler, navegante, el Unteroffizier (suboficial) Wolfgang Wichmann, operador de radio, el Leutnant Fritz Dettmann, corresponsal de guerra y el Maggiore Roberto Count Vimercati-San Severino, experto en desierto y piloto del Marsupiale.

## Bombardeo

### Vuelo de ida

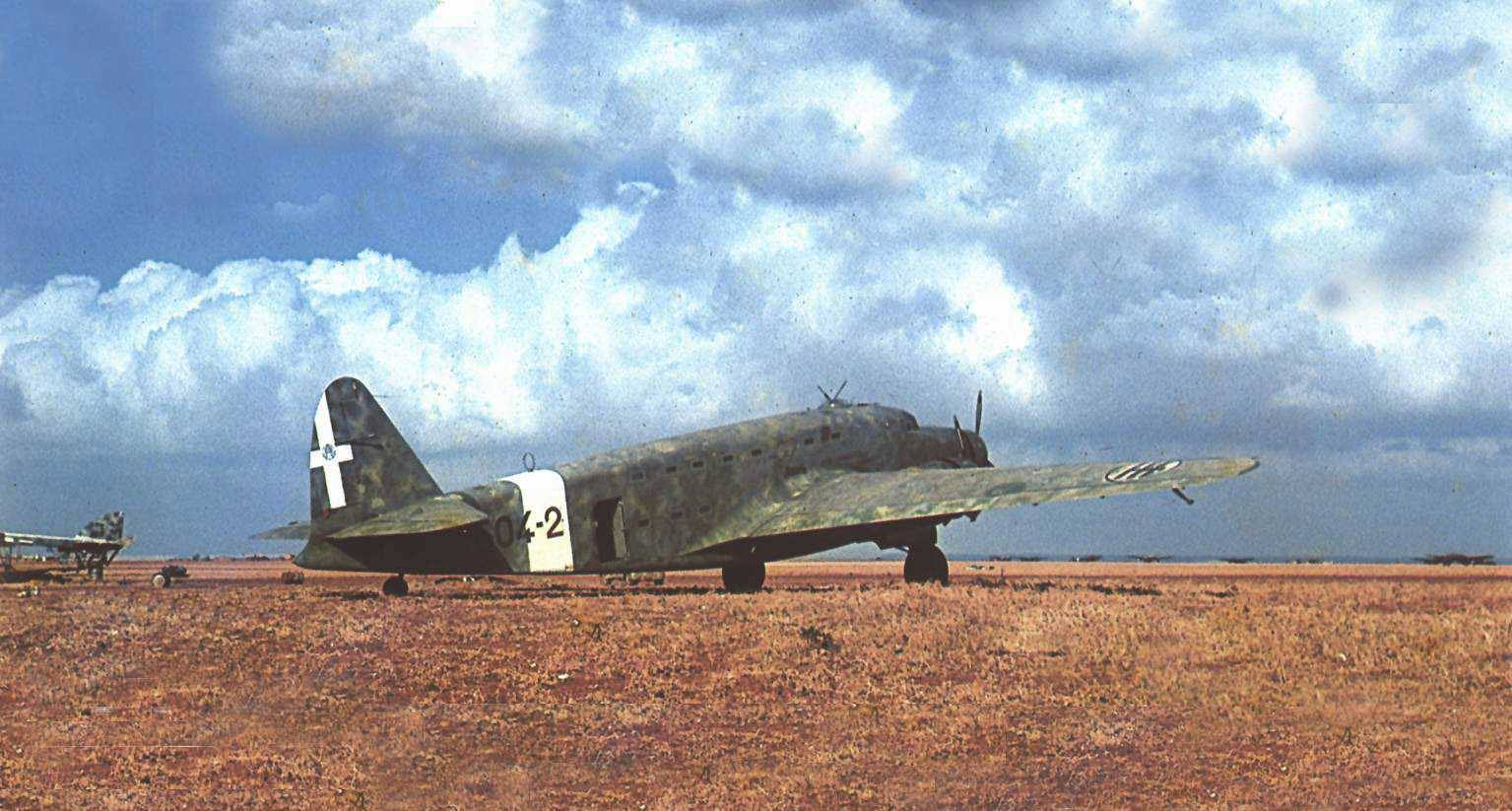
Un Savoia-Marchetti SM.82 (Marsupiale)

El Heinkel He 111 despegó de Campo Uno a las 08:00 horas del 21 de enero, pero experimentó mal tiempo, contrario a lo previsto en el pronóstico meteorológico. El avión estaba cargado con 1000 galones imperiales (4546 L) de combustible, pero el mal clima aumentó el consumo de combustible. Geissler tuvo que navegar por estima y usando las estaciones de radio desde las que podía obtener una posición de búsqueda de dirección (D/F). Horas más tarde, Geissler se dio cuenta de que estaba a más de 100 millas (160,9 km) de su curso y ordenó un giro al oeste hacia el río Chari y voló a lo largo de él hasta Fort Lamy en la confluencia de los ríos Chari y Logone donde se unen al lago Chad. El Heinkel llegó al lago al mediodía, después de lo cual la navegación se hizo más fácil, a pesar de que la tormenta se intensificaba. A las 14:30, volando a 1500 pies (457,2 m), el Heinkel llegó a Fort Lamy. Al ser tan remoto, el aeródromo y el depósito de suministros no tenían defensas aéreas; la tripulación del Heinkel no tenía tiempo ni combustible para demorarse por lo que hizo un rápido bombardeo. El avión lanzó las dieciséis bombas de 100 kilogramos sin problemas sobre el depósito de combustible en el borde del aeródromo. Las fuerzas francesas estaban demasiado sorprendidas para contraatacar y 80 000 galones imperiales (363 687,2 L) de combustible y todo el petróleo fueron destruidos. Ocho cazas británicos Hawker Hurricane, aparentemente, también fueron destruidos.

### Viaje de regreso
El Heinkel salió ileso y giró hacia el norte, pero la tripulación sabía que el desvío hacía imposible llegar a Campo Uno con el combustible restante. Los motores funcionaban con la mezcla más pobre posible y a 1950 r. p. m. para volar lo más lejos posible. El contacto por radio con la tripulación de apoyo italiana se había perdido en el vuelo de ida y no se pudo restablecer. A las 18:00, hacia el atardecer, a 160 millas (257,5 km) de Campo Uno, Bohnsack realizó un aterrizaje de emergencia en una meseta alta. La tripulación de seis hombres apenas tenía 20 litros de agua. Wichmann, el operador de radio, instaló su antena inalámbrica de tres vatios, extendiéndola sobre postes de tienda de campaña.  A 6.197 kHz, Wichmann logró contactar con un operador de radio en la sede del Fliegerführer Afrika en Bengasi (Libia), a 650 millas (1046,1 km) al norte. El equipo de apoyo italiano seguía sin poder ser contactado y tres días después, la estación de radio de Bengasi envió un mensaje informando de que habían logrado contactar con los italianos y que estaban buscando el Heinkel.

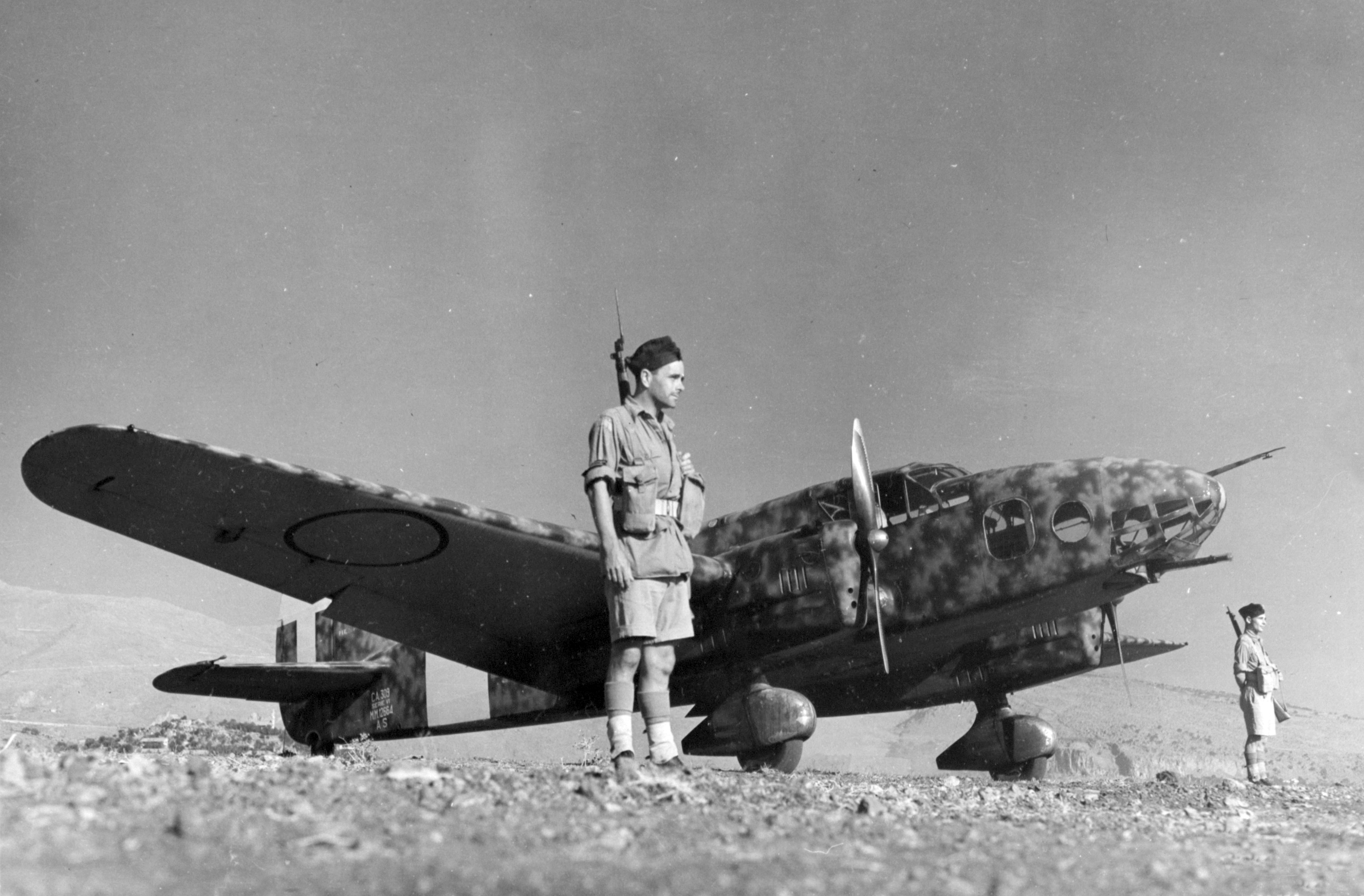
Un Caproni Ca.309 (Ghibli) italiano.

Al quinto día, la tripulación transmitió una señal D/F con la radio del Heinkel, haciendo funcionar un motor con el poco combustible que aún les quedaba para alimentar el generador. En menos de una hora, un Caproni Ca.309 (Ghibli) italiano aterrizó y entregó agua y melones a la tripulación. Al día siguiente, un Junkers Ju 52 del Wüstennotstaffel 1 (Escuadrón de Rescate del Desierto 1) llegó con más agua y combustible. La tripulación despegó para el corto viaje a Campo Uno, donde repostó el Heinkel, y luego continuó su vuelo hasta su base de operaciones en el oasis de Hun.

## Consecuencias

Mapa de las provincias tradicionales de Libia, Fezán está en el sur.

El ataque a Fort Lamy causó daños menores a las instalaciones y pocas bajas, pero destruyó los suministros de combustible, a pesar de los denodados esfuerzos por recuperarlos, reduciendo a la mitad el suministro a la Francia Libre y la RAF en la región. El ataque obligó al general Philippe Leclerc a reforzar las defensas antiaéreas en Fort Lamy e iniciar operaciones de asalto contra las fuerzas italianas en la región de Fezán, en Libia. El Sonderkommando Blaich continuó operando contra el LRDG durante la primera mitad de 1942. En junio de 1942, el Heinkel se estrelló cerca de Kufra tras un fallo del motor. La tripulación fue rescatada cuatro días después, pero tuvo que incendiar el Heinkel, lo que puso fin a las operaciones del Sonderkommando.